# کلیپر (فندک)

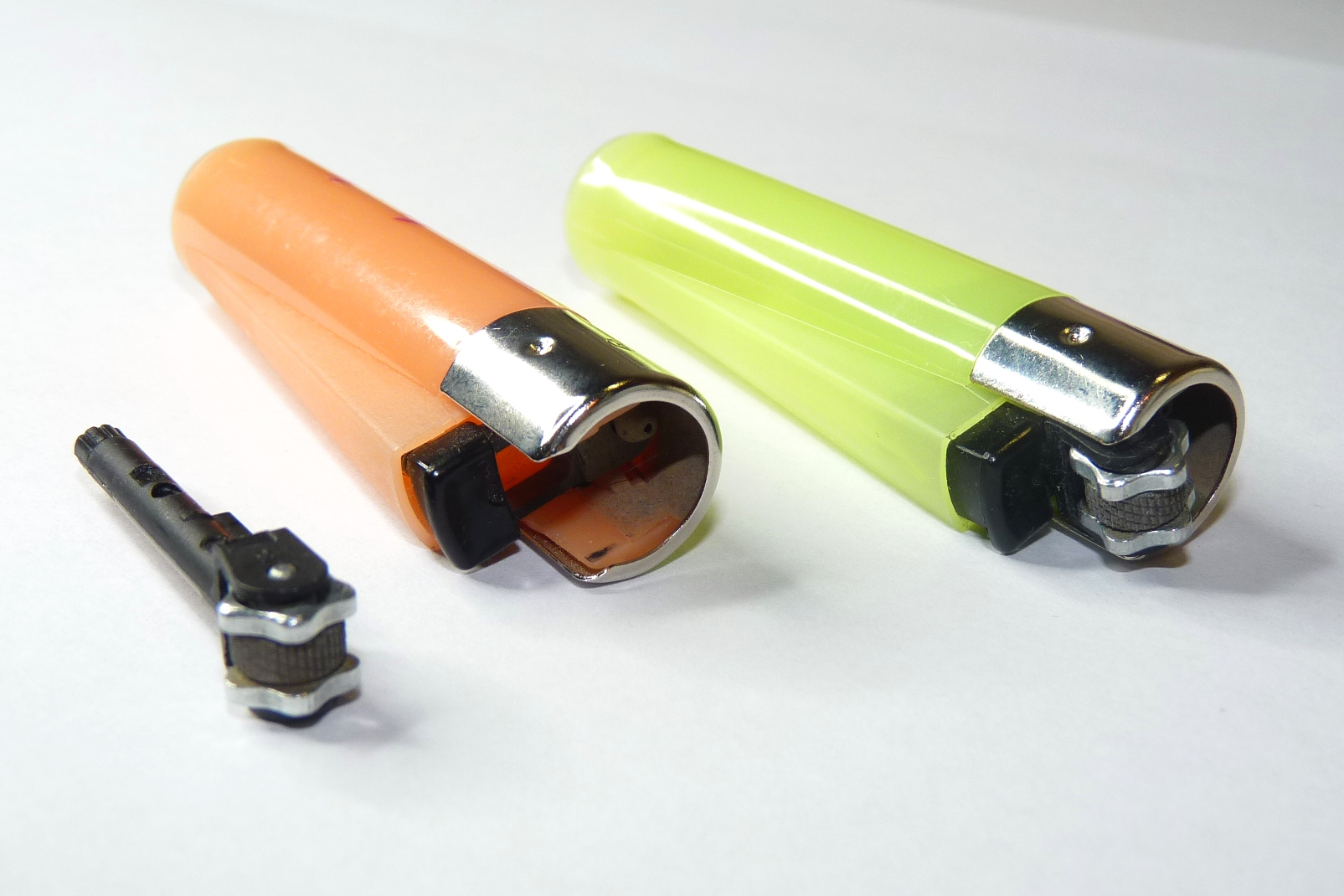
دو فندک کلیپر سنگ آتشزنه فندک نارنجی از بدنه اصلی آن جدا شده است.

فندک کلیپر (به انگلیسی: Clipper) گونه‌ای فندک قابل شارژ با گاز بوتان است که با سنگ آتشزنه درونش روشن می‌شود.
مبدأ برند فندک کلیپر کشور اسپانیا است.